# Hårtab
Hårtab eller alopeci kan opstå på grund af arvelige, medicinske, mekaniske eller kemiske faktorer. Det kan, afhængigt af årsagen, henvise til tab af hår på hoved eller kropsbehåring, generelt eller pletter. Cirka 2 % af den svenske befolkning skønnes at have hårtab, og to tredjedele af de ramte er yngre end 30 år. Dog er muligheden for hårvækst større, hvis du lider senere i livet.
Hårtab på hovedet opstår på forskellige måder hos forskellige mennesker, der lider af det. Hos nogle rejser hårgrænsen sig midt over panden, hos andre rejser hårgrænsen sig mest på siderne over panden og hos nogle er håret sparsomt. Den mest almindelige form for hårtab på hovedet er androgen alopeci, almindeligvis omtalt som mandligt hårtab og påvirker en betydelig del af den mandlige befolkning i varierende grad (og nogle gange kvinder), og dets forløb følger i mange tilfælde et klart mønster (Norwood -Hamilton skala).

## Årsager
Der er flere mulige årsager til hårtab. En af disse er, at dihydrotestosteron (DHT) får hårsækkene til at falde i størrelse og dermed hæmmer genvæksten af hår. Testosteron omdannes til DHT af enzymet 5-alfa-reduktase type 2, som findes i hårsækkenes oliekirtler. Der findes visse lægemiddelbehandlinger på markedet, som kan hæmme DHT og dermed fremme hårvækst hos mennesker, der lider af alopeci senere i livet (i alderen omkring 41-60 år). Denne type behandling kan være effektiv, forudsat at den påbegyndes til tiden.
Hvis patienten stopper med at bruge medicinen, er der dog stor risiko for, at hårtabet genoptager. En anden mulig årsag til hårtab er høje niveauer af prostaglandin D2 (PGD2), en neurotransmitter, der findes i hårsækkene. Forskere har fundet høje koncentrationer af dette stof i hovedbunden hos mænd, der har lidt af hårtab. Stoffet har en bremsende effekt på hårvæksten og dannes i højere grad hos patienter med mandlig skaldethed end hos andre mennesker.
I en rapport mener de to forskere, at man ved at hæmme prostaglandin D2-syntase (PTGDS) ville være muligt at behandle arveligt hårtab hos mænd, for eksempel ved hjælp af selenchlorid. De mener, at mulighederne for at identificere bioaktive lipider, der kan hæmme eller fremme hårvækst, er store, men sammenligner samtidig opgaven med at finde en nål i en høstak.

## Andre former for hårtab
Andre former for hårtab er kvindelig hårtab, alopecia areata (plettet hårtab), alopecia totalis (totalt hårtab) og alopecia universalis (totalt hårtab inklusive kropshår). Gruppen af hårtab af kemiske årsager omfatter det hårtab, der kommer i forbindelse med kemoterapibehandling. Under eller efter graviditeten er hårtab almindeligt. Det skyldes, at flere hårsække går ind i den hvilende fase, og normalt kommer hårsækkene tilbage i vækstfasen 3-4 måneder efter fødslen.
Skaldethed er mangel på hårvækst på hele eller dele af hovedet. Relativt mange mænd udvikler skaldethed med stigende alder, og også nogle kvinder, dog meget færre (se også hyperandrogenisme). Tendensen til at udvikle skaldethed er delvist arvelig. Den blottede del af hovedet, hvad enten den dækker det hele eller en del af det, kaldes ofte flint. Skaldethed på grund af kemoterapi er en anden belastning i en vanskelig situation.

## Behandling
Da skaldethed ofte er uønsket, sælges der en række produkter for at modvirke skaldethed. En af de mest almindelige måder at skjule hårtab og tyndt hår på er at bruge farvede hårfibre, de klæber til hårstråene og gør dem tykkere, så de tynde områder i hovedbunden skjules. En anden behandling for hårtab er (Platelet Rich Plasma). Behandlingen betyder, at plasma med vækstfaktorer udvindes fra dit eget blod og derefter sprøjtes ind i hovedbunden. Dette stimulerer hårvæksten, hvilket betyder, at behandlingen virker proaktivt mod hårtab [7] Andre anvendte metoder er at bære paryk eller tupé, men der er også metoder som hårtransplantation. Ved at afkøle hovedbunden kan hårtab forebygges under kemoterapi.